# Rejanovtsé
Rejanovtsé ou Režanovce (en macédonien Режановце) est un village du nord de la Macédoine du Nord, situé dans la municipalité de Koumanovo. Le village comptait 705 habitants en 2002.

## Démographie
Lors du recensement de 2002, le village comptait :
- Macédoniens : 661
- Serbes : 42
- Albanais : 1
- Turcs : 1